# 魁隗氏
魁隗氏，號神農氏，中國古代傳說人物與氏族，擁有赤帝與炎帝稱號，取代伏羲氏成為天下共主。

## 記載
《潛夫論》記載，魁隗為神龍之子，稱號為赤帝與炎帝，取得神農氏的稱號，取代伏羲氏成為天下共主。
皇甫謐《帝王世紀》記載，魁隗氏為神農氏的稱號，也被稱為烈山氏。

## 現代研究
學者張政烺認為，魁隗原是古代筮書的書名，後被用來命名神農氏。